# Francesca Baruzzi Farriol
Francesca Baruzzi Farriol (* 22. Juli 1998 in Bariloche) ist eine argentinische Skirennläuferin.

## Karriere
Baruzzi Farriol gab ihr internationales Renndebüt am 11. August 2014 bei den argentinischen Meisterschaften im Slalom, wobei sie auf Anhieb hinter Salomé Báncora den Vizemeistertitel gewann. Ihr erstes internationales Großereignis bestritt sie im März 2015 bei den Juniorenweltmeisterschaften in Hafjell, wobei sie ihre beste Platzierung mit Rang 45 im Slalom erreichte.
Ihren ersten Podestplatz auf bei einer kontinentalen Rennserie erreichte sie am 11. August 2015 bei einem Slalom des South American Cup.
In den darauffolgenden Jahren startete Baruzzi Farriol hauptsächlich bei Rennen des South American oder Europacups sowie bei diversen FIS-Rennen.
Ihre ersten Weltmeisterschaften bestritt sie 2017 in St. Moritz, wobei sie mit der argentinischen Mannschaft den 9. Platz belegte. Bei ihrem einzigen Lauf gegen die Italienerin Chiara Costazza wurde sie jedoch disqualifiziert. Im Riesenslalom schied sie aus, im Slalom wurde sie disqualifiziert.
Den größten Erfolg in dieser Zeit hatte Baruzzi Farriol im South American Cup. So belegte sie in den Jahren 2018 und 2022 jeweils den zweiten Platz in der Gesamt- und Riesenslalomwertung. Ebenso wurde sie 2018 zweite in der Slalomwertung.
Am 8. Januar 2019 gab sie beim Slalom von Flachau ihr Weltcupdebüt, wobei sie die Qualifikation für den zweiten Durchgang verpasste. 2022 startete Baruzzi Farriol erstmals bei Olympischen Winterspielen. Bei den Wettkämpfen in Peking belegte sie sowohl im Super-G als auch im Riesenslalom den 29. Platz.
Zu Beginn des Winters 2024/25 konnte sich Baruzzi Farriol erstmals eine Disziplinenwertung im South American Cup sichern, sie gewann die Riesenslalomwertung.
Am 4. Januar 2025 erreichte Baruzzi Farriol beim Riesenslalom von Kranjska Gora den 30. Rang und fuhr somit erstmals im Weltcup in die Punkteränge. Dies waren die ersten Weltcuppunkte für Argentinien im Riesenslalom und die ersten für einen Rennläufer, der nicht Teil der Rennfahrerfamilie Simari Birkner ist.

## Erfolge

### Weltcup
- Eine Platzierung unter den besten 30

### Olympische Winterspiele
- Peking 2022: 29. Super-G, 29. Riesenslalom, DNF Slalom

### Weltmeisterschaften
- St. Moritz 2017: 9. Mannschaft, DNF Riesenslalom, DNQ Slalom
- Åre 2019: 9. Mannschaft, 41. Riesenslalom
- Cortina d’Ampezzo 2021: 30. Riesenslalom, 36. Super-G, DNF Slalom, DNF Alpine Kombination, DNQ Parallelrennen

### South American Cup
- Saison 2016: 3. Riesenslalomwertung, 4. Gesamtwertung, 6. Abfahrtswertung, 6. Slalomwertung, 9. Super-G-Wertung, 9. Kombinationswertung
- Saison 2018: 2. Gesamtwertung, 2. Riesenslalomwertung, 4. Slalomwertung, 7. Super-G-Wertung, 9. Abfahrtswertung
- Saison 2022: 2. Gesamtwertung, 2. Riesenslalomwertung, 2. Slalomwertung, 3. Kombinationswertung, 5. Super-G-Wertung
- Saison 2024: 1. Riesenslalomwertung, 2. Gesamtwertung, 2. Slalomwertung.
- 20 Podestplätze, davon 7 Siege

| Datum              | Ort            | Land        | Disziplin    |
| ------------------ | -------------- | ----------- | ------------ |
| 25. August 2018    | Las Leñas      | Argentinien | Riesenslalom |
| 26. August 2018    | Las Leñas      | Argentinien | Slalom       |
| 10. August 2022    | Cerro Catedral | Argentinien | Slalom       |
| 8. August 2024     | Cerro Catedral | Argentinien | Riesenslalom |
| 11. August 2024    | Cerro Catedral | Argentinien | Slalom       |
| 11. September 2024 | Cerro Castor   | Argentinien | Riesenslalom |
| 13. September 2024 | Cerro Castor   | Argentinien | Riesenslalom |

### Nor-Am Cup
- 5 Platzierungen unter den besten 10, davon ein Podestplatz

### Europacup
- 4 Platzierungen unter den besten 30

### Juniorenweltmeisterschaften
- Hafjell 2015: 45. Slalom, 60. Riesenslalom
- Sotschi 2016: 18. Slalom, 33. Riesenslalom
- Åre 2017: 43. Riesenslalom, 45. Super-G, DNF Slalom, DNF Alpine Kombination
- Davos 2018: 32. Abfahrt, 41. Riesenslalom, DNF Super-G, DNF Slalom, DNF Alpine Kombination
- Val di Fassa 2019: 10. Alpine Kombination, 16. Riesenslalom, 22. Slalom, 23. Super-G

### Olympische Jugend-Winterspiele
- Lillehammer 2016: 10. Slalom, 18. Alpine Kombination, 28. Super-G, DNF Riesenslalom

### Weitere Erfolge
- 3 Siege bei FIS-Rennen
- Argentinische Meisterin im Riesenslalom (2018, 2022)
- Argentinische Meisterin im Slalom (2017, 2018, 2022)
- Argentinische Vizemeisterin im Slalom (2014)
- Bronze bei den argentinischen Meisterschaften im Slalom (2016)